# Huy chương Kurchatov
Huy chương Kurchatov, hay Huy chương vàng danh dự Igor Kurchatov là một giải thưởng dành cho những thành tựu xuất sắc trong lĩnh vực vật lý hạt nhân và năng lượng nguyên tử. Viện Hàn lâm Khoa học Liên Xô thành lập giải thưởng này vào ngày 9 tháng 2 năm 1960 để vinh danh Igor Kurchatov cho những đóng góp của ông trong lĩnh vực vật lý hạt nhân, năng lượng nguyên tử và kỹ thuật nguyên tử.
Ở Liên bang Xô viết, Huy chương Kurchatov được trao mỗi 3 năm bắt đầu từ năm 1962. Tiền thưởng được thêm vào như là một phần giải thưởng vào năm 1989. Sau khi Liên bang Xô viết sụp đổ, việc trao Huy chương Kurchatov đã bị đình trệ cho tới năm 1998.

## Những người nhận giải thuộc Liên bang Sô Viết
- 1962: Pyotr Spivak
- 1965: Yuriy Prokoshkin
- 1968: Anatoly Aleksandrov
- 1971: Isaak Kikoin
- 1974: Julii Khariton
- 1977: Yakov Zeldovich
- 1980: Isai Gurevich
- 1983: Vladimir Mostovoy
- 1986: Venedikt Dzhelepov
- 1989: Georgy Flyorov

## Người Nga nhận giải
- 1998: Aleksey Ogloblin
- 2000: Nikolay Dollezhal  Lưu trữ ngày 10 tháng 8 năm 2008 tại Wayback Machine
- 2003: Yuriy Trutnev